# NXIVM
NXIVM fue una secta estadounidense condenada en 2019 por tráfico sexual, trabajo esclavo y crimen organizado. Se anunciaba como una organización de marketing multinivel que ofrecía cursos y seminarios de desarrollo personal y profesional. Su sede se encontraba en el condado de Albany, en el estado de Nueva York. Algunos medios de comunicación y antiguos miembros la califican de secta a raíz de una investigación judicial que supuso la detención de su líder Keith Raniere en marzo de 2018.
La entidad tiene representación en México, donde opera a través de los Executive Success Programs («Programas de éxito ejecutivo» o ESP, según sus siglas en inglés). La filial estaba dirigida por Carlos Emiliano Salinas (hijo del expresidente mexicano Carlos Salinas de Gortari), hasta su dimisión tras la detención de Keith Raniere.
ESP opera en México desde el año 2000, tiempo en el que ha impartido alrededor de doscientos cincuenta cursos de entrenamiento para un total de ocho mil personas.
Desde su fundación en 1998 hasta 2010, más de doce mil personas han asistido a sus clases. NXIVM se describía como un programa de coaching para ejecutivos.

## Organización
El sistema de formación de NXIVM se administraba a través de sus Programas de Éxito Ejecutivo. La formación se basaba en una técnica llamada «investigación racional», que facilitaba el desarrollo personal y profesional. Durante los seminarios, los estudiantes se referían a Keith Raniere y a la presidenta de NXIVM Nancy Salzman como «Vanguardia» y «Prefecto», respectivamente.

## México
En México, varias élites políticas son parte de NXIVM.  Carlos Emiliano Salinas Occeli, hijo del expresidente Carlos Salinas de Gortari, es parte del Executive Success Program (ESP) que es, a su vez, parte de NXIVM. Él mismo daba conferencias sobre temas de superación. La relación de Raniere con Salinas Occeli fue bastante pública y al menos en los círculos políticos y empresariales ningún un misterio. El mismo hijo del expresidente relaciona su organización Movimiento In Lak’ Ech por la Paz AC con NXIVM y sus postulados.
Según autoridades estadounidenses, Salinas no operaba solo, tenía un socio: Alex Betancourt Ledesma, quien ha sido señalado de recibir fotografías comprometedoras, llamadas Colateral, de las esclavas sexuales, las cuales servían como chantaje para evitar que las involucradas rompieran su contrato de confidencialidad y se comprometieran más con la secta.
La actriz Catherine Oxenberg afirma que cuatro hijos de expresidentes mexicanos, además de Emiliano Salinas, son miembros del culto NXIVM: Ana Cristina Fox, hija del expresidente Vicente Fox, Cecilia Salinas Occeli. Se ha hablado de la participación de Federico de la Madrid, hijo de Miguel de la Madrid, y de Alejandra González Anaya, hermana del exsecretario de Hacienda, José Antonio González Anaya.
Además, Rosa Laura Junco, hija del fundador del diario Reforma Alejandro Junco de la Vega compró una casa en Waterford, donde se realizaban rituales de la secta, según declaraciones de la cofundadora de NXIVM, Nancy Salzman. Junco es considerada también la quinta en la línea jerárquica de DOS, encargada de guardar los Colateral y de invitar a las mujeres a formar parte del grupo, en el cual terminaban como esclavas sexuales y/o marcadas como ganado con las iniciales «KR», en referencia al líder de NXIVM.
Loreta Garza Dávila, empresaria de Nuevo León, Monterrey, también fue involucrada con NXIVM; ella dirigía la escuela Rainbow Cultural Garden, y sus hermanas Carola y Jimena han sido acusadas de complicidad. J. Lebi, empresario de Jalisco, también ha sido vinculado al círculo cercano de Keith, además de Ivy Nevares, Mariana y Daniela.
En la lista de mexicanas involucradas se encuentran Daniela Padilla, y Camila y Mónica Durán, señaladas como maestras del primer círculo de la Dominant Over Submissive, hermandad secreta al interior de NXIVM, creada a fines de 2016. El exfuncionario público Javier Jileta, que formó parte del equipo de trabajo de la subsecretaria Martha Delgado de la Secretaria de Relaciones Exteriores, reconoció que tomó los talleres que impartía la NXVIM.
También se encuentran Margarita García de Alba, directora general de la empresa Nopalito’z; Fabiola Sánchez de la Madrid, Alejandra Salazar, Anabel Cantú, Carola y Carmen Garza, Mara Bernal, Lorena Lara, Vanessa Sahagún, Silvia Ribot, Luisa Merodio y Marcela Gómez del Campo, hermana de Mariana Gómez del Campo y prima de Margarita Zavala Gómez del Campo, esposa del expresidente Felipe Calderón.
En cuanto a los mexicanos relacionados con la secta aparecen Víctor Manuel Ochoa Peña, Jesús Santos, Diego Asunsolo, Daniel Márquez, Diego Rodelo y Carlos Arturo Galván.
El 4 de marzo de 2021 se dio a conocer que también se encontraban relacionados Mario Delgado, el presidente nacional de Morena, y Clara Luz Flores, candidata a la gubernatura de Nuevo León por el mismo partido. Dicho rumor fue confirmado esa misma tarde cuando Delgado subió un comunicado en sus redes sociales donde reconocía su participación, aunque agrega que fue estafado "al igual que cientos de mexicanos" y que no tenía conocimiento de los actos ilegales que se cometían. Agregó, además, que la publicación de la nota periodística correspondía a una "guerra sucia".

## Controversia
De acuerdo con la revista Times, que cita testimonios, mujeres han sido utilizadas y literalmente marcadas en la piel con un hierro caliente. Un video revelado el 23 de mayo de 2019 muestra esta situación. Otros abusos han sido señalados.
Según el reportaje, desde su fundación, cerca de 16 mil personas se han inscrito a los cursos ofrecidos en NXIVM. Mujeres de entre 30 y 40 años fueron extorsionadas, les pidieron que entregaran fotografías desnudas o material comprometedor como “garantía”, en caso de que quisieran develar la existencia del grupo.
Algunas de las personas que se han involucrado más al NXIVM han renunciado a todo: a sus carreras, familiares y amigos para convertirse en seguidores fieles de Keith Raniere.
La secta, que perseguía como fin “empoderar a las personas”, tenía estrictas reglas. Algunas de ellas sometían a las personas a dietas o les exigían tener relaciones sexuales con su líder. Esas condicionantes hicieron que sus miembros decidieran salir de ella.
El marido de Sarah Edmondson, una de las integrantes y que también era miembro, tomó la decisión de dejar el grupo al enterarse de que habían marcado a su esposa y a otras mujeres en la pélvis con un símbolo que tiene las iniciales del líder Keith Raniere y la actriz Allison Mack. “Esto es criminal”, declaró Anthony Ames.
Keith Raniere, líder y fundador de NXIVM, fue detenido el 25 de marzo de 2018 en Puerto Vallarta, Jalisco, México, para luego ser trasladado a Nueva York. En Estados Unidos fue juzgado por una acusación por tráfico sexual interpuesta por fiscales federales de Brooklyn.
Tras la detención de Raniere, el fiscal del distrito este de Nueva York, Richard P. Donoghue, comunicó el 20 de abril de la detención de la actriz estadounidense Allison Mack, quien reclutaba mujeres para un supuesto programa de tutoría femenino, y que fue cocreadora de un programa llamado The Source, que reclutaba a actores. Según el fiscal, Mack pertenecía al círculo cercano de Raniere y las víctimas supuestamente entraban a un programa de empoderamiento de mujeres, pero resultó ser un esquema de estafa piramidal donde las víctimas debían proporcionar información "altamente dañina" sobre amistades y familiares, fotografías de las reclutas desnudas y derechos sobre sus pertenencias.
El 8 de abril de 2019, Allison Mack se declara culpable del delito de esclavitud sexual dentro de la empresa de multinivel NXIVM. La susodicha era una de las encargadas de reclutar mujeres y en dicha organización se le conocía como una de las ‘ama’, donde presuntamente obligaba a las mujeres a tener relaciones sexuales con Keith Raniere, director de NXIVM.
También la detención de Raniere provocó la renuncia de Emiliano Salinas Occelli y Alejandro Betancourt Ledesma como directores de la organización en México, a pesar de que tras la detención manifestaron su apoyo al líder de NXIVM.

## Clientes famosos
Entre sus clientes famosos están la actriz Linda Evans, el empresario Richard Branson, la familia Cafritz, y la actriz Allison Mack. Según la revista Forbes, 3.700 personas han tomado parte en su Programa de Éxito Ejecutivo desde 2003, incluyendo a Sheila Johnson, cofundadora de BET, Antonia Novello, ex cirujano general de los Estados Unidos, y Stephen Cooper, de Enron.

## La visita del dalái lama a Albany
NXIVM organizó la visita del dalái lama a Albany, Nueva York, para dar un discurso público en abril de 2009. La misma fue cancelada por el Dalái lama debido a la "publicidad negativa sobre NXIVM". La charla terminó llevándose a cabo más tarde, el 6 de mayo de 2009, bajo los auspicios de la Fundación Mundial de la Ética.

## Cobertura en la revistaForbes
En octubre de 2003, la revista Forbes publicó un artículo sobre NXIVM y algunas personas asociadas. Originalmente la intención de Forbes era centrarse en NXIVM y en la vida de su fundador Keith Raniere. No obstante, el artículo finalmente centró su atención en la familia Bronfman, con Edgar Bronfman Sr., Sara y Clara Bronfman habiendo tomado parte en los cursos. Edgar, quien recibió algunos cursos, comenzó a cuestionar la participación de sus hijas en NXIVM. Aun así, un vocero de Edgar dijo en 2010 que "la relación entre Edgar Bronfman y sus hijas Sara y Clara continúa siendo excelente".

## Caso de derechos de autor
En 2003, NXIVM demandó al Instituto Ross por infracción de derechos de autor, al haber hecho públicos extractos del contenido de un manual de NXIVM en tres artículos críticos publicados en el sitio web del Instituto Ross. Rick Ross publicó en su sitio web la evaluación de un psiquiatra del manual "secreto" de NXIVM, llamándolo "lavado de cerebro caro". Ross obtuvo el manual a través de Stephanie Franco, exmiembro de NXIVM y una de las acusadas en el juicio, quien firmó un acuerdo de confidencialidad que impide la divulgación de información del manual a terceros. NXIVM presentó demandas en Nueva York y Nueva Jersey, pero ambas fueron posteriormente desestimadas.

## Evaluación de programas
Los defensores de los cursos de NXIVM dicen que los talleres agudizan la concentración, y han sido descritos como "maestrías prácticas de administración de empresas". El programa Ethos fue objeto de un estudio por Evaluaciones Psicológicas en el año 2003. Se entrevistó a participantes después de haber tomado los cursos, y el 92% dijo que había aumentado su capacidad emocional, el 97% dijo que al menos el 50% de la información de Ethos era única, un 96% afirmó que había aumentado su capacidad intelectual y rendimiento; y el 88% atribuyó un mayor equilibrio a sus vidas gracias a Ethos.
Los críticos de NXIVM, por su lado, citan los acuerdos de confidencialidad –que los estudiantes deben firmar–, la influencia que Raniere ejerce sobre los estudiantes, y su control sobre el funcionamiento de la organización. Un profesor de la Universidad de California en Los Ángeles describió a NXIVM como "una especie de reino", y un exalumno afirmó haber tenido que acudir al hospital a causa del agotamiento físico producido luego de pasar 17 horas al día en los talleres.